# Federico Caprilli

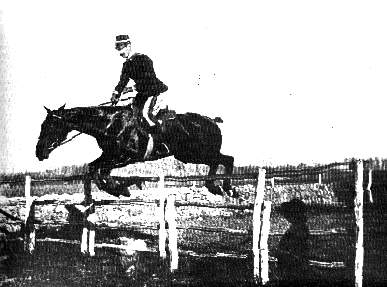
Il capitano Federico Caprilli impegnato in un salto alla staccionata

Il capitano di cavalleria Federico Caprilli (Livorno, 8 aprile 1868 – Pinerolo, 6 dicembre 1907) è stato un militare e cavaliere italiano, ideatore del Sistema Naturale di Equitazione.

## Biografia

### Vita
Nel 1881, a 13 anni, Federico Caprilli entra nel Collegio Militare di Firenze, dove eccelle in ginnastica e scherma, per trasferirsi poi nel Collegio di Roma e infine entrare nel 1886 nella Scuola Militare di Modena, da cui esce a 20 anni col giudizio "mediocre in equitazione". Malgrado ciò, il giovane sottotenente viene assegnato al reggimento di cavalleria Piemonte Reale a Saluzzo, dove incontra il conte Emanuele Cacherano di Bricherasio – in seguito uno dei promotori della costituzione dell'Automobile Club d'Italia e cofondatore della FIAT –  col quale stringe un'amicizia che durerà per tutta la vita.
Con la vita militare Caprilli può dedicarsi completamente alla sua passione: inizia a studiare da vicino i movimenti del cavallo e sperimenta le tecniche innovative da lui stesso messe a punto. La sua idea è che il cavallo possa dare il meglio di sé solo se il cavaliere ne asseconda i movimenti: fino ad allora, per saltare un ostacolo a cavallo era uso tenere il corpo all'indietro e tirare le redini "sollevando" il cavallo, nella convinzione che l'animale non riuscisse a saltare senza l'aiuto del cavaliere. In un'occasione, saltando un fosso, Caprilli stupìsce i commilitoni sciogliendo le redini e distendendosi a mani basse sul collo del cavallo.
Caprilli si dedica quindi alle competizioni, gareggiando 33 volte, vincendo in 18 casi e piazzandosi in altri 11. I successi ottenuti nelle gare e l'amicizia con Emanuele Cacherano di Bricherasio gli aprono le porte dell'alta società. Il suo biografo, l'amico e commilitone capitano Carlo Giubbilei, così scrive: «Ai brillanti dragoni si schiudevano i salotti più aristocratici, a lui che aveva solamente 23 anni ed era bello, forte, giocondo, sorgeano dinanzi cento e cento tentazioni (...) Amava il moto e lo sport e ammirava le belle donne (...) Forse non tutti gli uomini che conobbe lo amarono, ma molte donne palpitarono per lui».

### La vicenda delle Olimpiadi di Parigi 1900

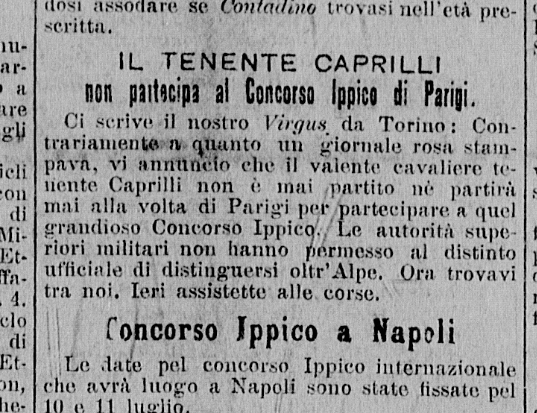
Ritaglio del Corriere dello Sport del 30 maggio 1900 che esclude la presenza di Federico Caprilli a Parigi

Ai Giochi della II Olimpiade di Parigi 1900 Caprilli è il preparatore di Gian Giorgio Trissino, ma non può gareggiare perché richiamato in servizio dal Ministero della Guerra, che con un telegramma ha vietato l'espatrio agli ufficiali in carriera in seguito allo scioglimento delle Camere. Secondo una versione della vicenda, Caprilli partecipa ai giochi sotto falso nome: la versione viene spiegata sia con il doppio piazzamento di Trissino (1° e 4°) nel salto in alto, sia con il fatto che Trissino gareggia in sella al cavallo Oreste, inizialmente spettante a Caprilli. Secondo la stessa ricostruzione, evidentemente romanzata, anche l'argento nel salto in lungo sarebbe stato conquistato da Caprilli e assegnato a Trissino. Contro la tesi della partecipazione all'Olimpiade, oltre al fatto che il medagliere ufficiale del CONI e del CIO attribuisce le medaglie a Trissino, vi è il fatto che all'epoca dei giochi Caprilli comanda lo stesso reggimento (il Genova Cavalleria) in cui Trissino è sottotenente: risulta quindi difficile pensare che Trissino abbia potuto attribuirsi medaglie e ricompense vinte da un superiore. Anche un trafiletto apparso sul Corriere dello Sport dell'epoca conferma la presenza di Caprilli a Torino.
A dare una spallata definitiva a ogni speculazione c'è la testimonianza di Carlo Giubbilei, che nella sua biografia di Caprilli scrive:
"A Parigi nel 1900 era indetto un concorso ippico internazionale. Vi aveva esso inscritti Oreste del capitano Malfatti, Montebello e Melopo, del cavalier Jean De Micheli. Aveva fatto domanda regolare al Ministero per concorrervi, ed ottenne l’autorizzazione per recarsi all’estero. All’ultimo momento, o mene d’invidiosi o altro, fecero ritirare il permesso. Che fa il mio povero amico? Parte con regolare licenza dal reggimento per cinque giorni per Torino. Di là in incognito vola a Parigi, prova i cavalli, che già erano colà, agli ostacoli, dà istruzioni all’eccellente cavaliere conte Trissino che si trovava in aspettativa, ed alla sera stessa del giorno del suo arrivo riparte e ritorna al reggimento. Oreste vinse il campionato del salto in estensione, Montebello fu secondo nel campionato d’elevazione; Caprilli si dolse di non averli condotti alla vittoria, ma gioì di questa e fu grato a Trissino di averlo così degnamente sostituito."
Resta quindi un dilemma sui cavalli, ma non sui cavalieri.

### Il Concorso ippico internazionale di Torino
Nel giugno 1902, al Concorso ippico internazionale di Torino che si svolge nell'ippodromo allestito in piazza d’Armi, Caprilli, in sella al possente baio Mélopo, conquista il primato mondiale di salto in alto con lo stacco di 2,08 m.

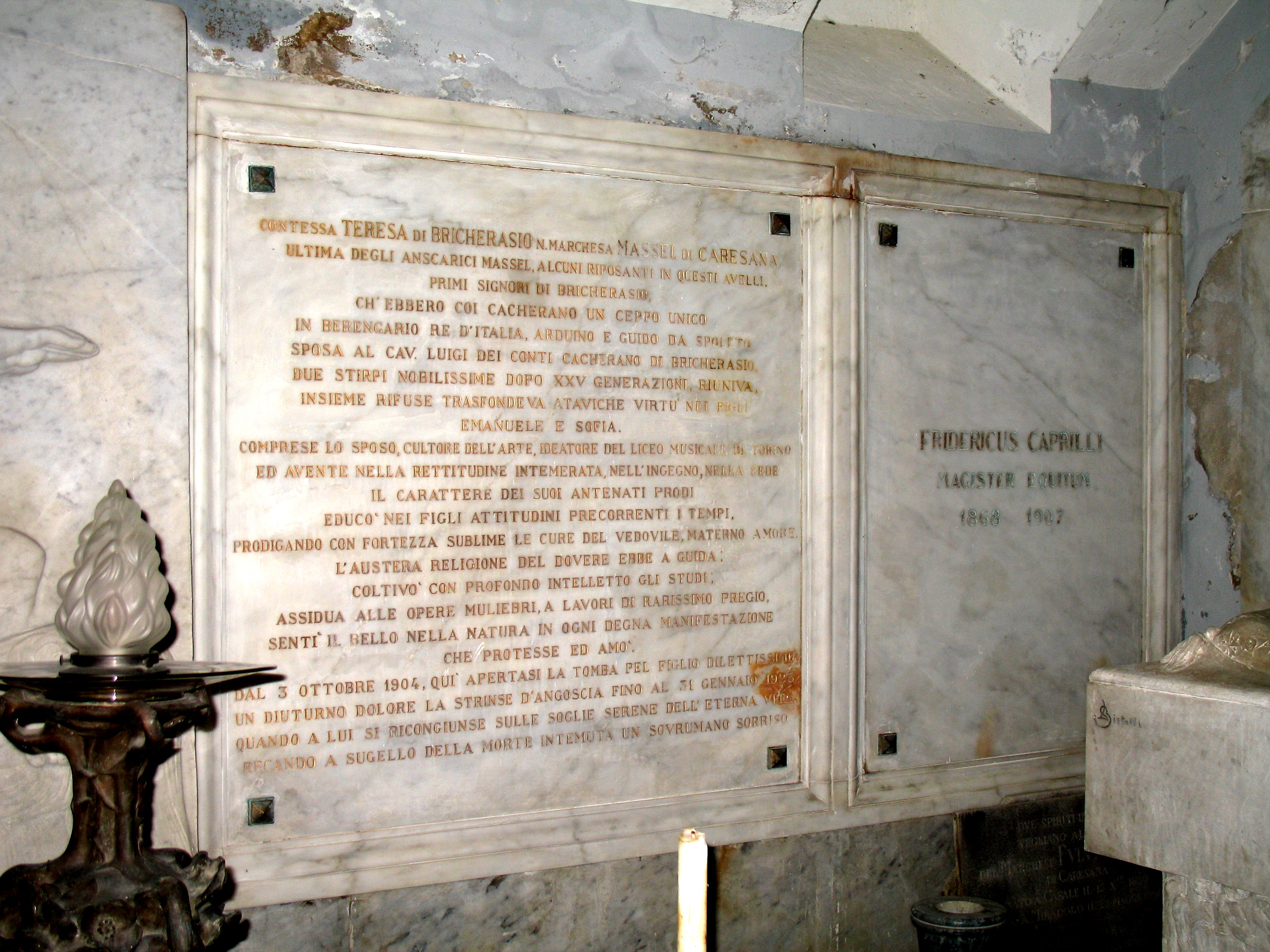
La lapide funeraria che cela le ceneri di Caprilli nella Cappella Bricherasio di Fubine (AL), tra quella della marchesa Teresa e il sepolcro del conte Emanuele

### La morte
Caprilli morì il 6 dicembre 1907, a soli 39 anni, a seguito della caduta da un cavallo che, secondo le testimonianze riportate dal quotidiano La Stampa, stava provando al trotto, picchiando violentemente la nuca. Benché su un terreno reso scivoloso dalla neve, il fatto che un cavaliere di tale esperienza possa aver perso la vita in un incidente così banale suscitò stupore, tanto da ipotizzare la vendetta di un marito tradito, un improvviso malore o un agguato. Nessuna evidenza venne mai raccolta a sostegno di tali ipotesi.
Nonostante la fama internazionale e l'appartenenza alla Regia Cavalleria, le esequie di Caprilli si svolsero in forma semplice, come da lui stesso richiesto. La camera ardente venne allestita presso i locali del commerciante di cavalli proprietario dell'ultimo animale montato. Tra le numerose corone di fiori offertegli, quelle del Duca d’Aosta, del Conte di Torino, del ministro della guerra, dell’ambasciata britannica a Roma e dei cavalieri della Guardia Russa. Secondo le sue volontà, il corpo venne cremato.
Nel testamento, redatto appena un anno prima, Caprilli aveva espressamente richiesto di distruggere il baule contenente la sua corrispondenza e aveva fornito precise indicazioni, tra cui quella di essere sepolto «il più vicino possibile all'amico Emanuele di Bricherasio», mancato anch'egli tre anni prima in circostanze analoghe e altrettanto poco chiare. Le sue ceneri riposano nella cappella della famiglia Bricherasio all'interno del castello di Fubine (AL), accanto al sepolcro monumentale del conte Emanuele.

## IlSistema Caprilli
Il sistema perfezionato da Federico Caprilli era finalizzato ad ottenere, durante il breve periodo della ferma, cavalli e cavalieri in grado di essere utilmente impiegati durante le azioni militari. Ai cavalieri, spesso uomini digiuni di equitazione, occorreva insegnare a non ostacolare i movimenti naturali del cavallo, rendendo la monta spontanea e armoniosa. L'obiettivo di Caprilli era quello di far uscire l'equitazione dai maneggi, sfrondando il lavoro del cavallo dalle ricercatezze dell'equitazione accademica di scuola che, priva di utilità pratica, rendeva l'arte equestre inaccessibile ai cavalieri che non disponevano di tempo, mezzi e conoscenze adeguati. Il Sistema Caprilli si rivelò così efficace che, nel giro di pochi anni, fu adottato dalle più importanti cavallerie del mondo e improntò a sé l'equitazione moderna.
In onore di Caprilli, la FISE ha dichiarato il 2007 "Anno Caprilliano".